# Caterina Ceraudo
Caterina Ceraudo (Crotone, 2 ottobre 1987) è una cuoca, enologa, imprenditrice e personaggio televisivo italiana.

## Biografia
Figlia di Roberto Ceraudo, pioniere dell’agricoltura biologica in Calabria, si avvicina al mondo del vino nel 2006 quando, ancora studentessa, inizia a occuparsi della carta vini e del servizio in sala presso l’azienda vitivinicola di famiglia. Laureatasi nel 2011 in enologia presso l'Università di Pisa decide di intraprendere la strada della gastronomia, frequentando la scuola di alta formazione culinaria a Castel di Sangro (AQ) diretta da Niko Romito, dove si specializza nella cucina d’autore. Nel 2012 torna nella sua Strongoli per assumere la guida del ristorante di famiglia Dattilo, ricavato da un ex frantoio; grazie alla sua dedizione e visione innovativa, ottiene la sua prima stella Michelin nel 2013.
Dal 2014 partecipa come ospite a diversi programmi televisivi, condividendo la sua passione per la cucina calabrese e facendo la sua prima apparizione nel programma Parola di chef su Gambero Rosso.
Nel 2016 la Guida Identità Golose la premia come Miglior chef donna, riconosciuto anche dalla Guida Michelin nel 2017 il quale ne mette in risalto il talento e il contributo al panorama gastronomico italiano; sempre nel 2017 fa un intervento televisivo all'interno del programma Bel tempo si spera su TV2000.
Nel 2018 ha partecipato al volume Senza ombre di cerimonie. Sull'ospitalità nei 'Diari di viaggio in Calabria' di Edward Lear di Raffaele Gaetano, offrendo un "divertissement culinario" ispirato alle pietanze consumate dal viaggiatore britannico durante il suo soggiorno in Calabria; nello stesso anno viene invitata a MasterChef Magazine su Sky Uno, dove condivide le sue conoscenze sull'alta cucina calabrese.
Nel 2021 partecipa frequentemente al programma È sempre mezzogiorno! su Rai 1 e, contemporaneamente, collabora anche con GialloZafferano.
Nel 2022 ha contribuito con una ricetta al libro Le origini della cucina italiana da Federico II a oggi a cura di Paola Adamo, Valentina Della Corte, Francesca Marino ed Elisabetta Moro.
Nel 2023 ha aperto il bistrot Graya a Padova.
Nel 2024 è ospite del programma Taste – Il gusto dell'Eccellenza, in onda su LA7.

## Premi e riconoscimenti

### Dattilo (Strongoli)
- 1 Stella Michelin  (dal 2013)[4]
- Miglior chef donna - Guida Identità Golose (2016)[5]
- Miglior chef donna - Premio Veuve Clicquot per la Guida Michelin Italia (2017)[6]
- 1 Stella Verde Michelin  (dal 2021)[12]

Nel 2017 la giornalista Danielle Pergament del New York Times menziona il ristorante Dattilo per l'alta qualità della sua cucina.

## Radio, web e televisione
- Parola di chef, Gambero Rosso (2014)[14]
- Bel tempo si spera, TV2000 (2017)[15]
- I Signori del vino, Rai 2 (2017)[16]
- MasterChef Magazine, Sky Uno (2018)[17]
- L'intervista, Radio Wellness (2017)[18]
- È sempre mezzogiorno!, Rai 1 (2021)
- Donne del futuro 2, Il Sole 24 Ore (2021)[19]
- GialloZafferano (2021)[20]
- Cucina da Femmine, Radio Food (2022)[21]
- Taste – Il gusto dell'Eccellenza, LA7 (2024)[11]